# Neohelota taiwana
Neohelota taiwana is een keversoort uit de familie Helotidae. De wetenschappelijke naam van de soort is voor het eerst geldig gepubliceerd in 1929 door Ohta.